# Ana Falú
Ana Falú (San Miguel de Tucumán, 1947) is een Argentijns architecte en mensen- en vrouwenrechten activiste. Ze werd in 1947 geboren in San Miguel de Tucumán. Hier studeerde ze architectuur aan de Nationale Universiteit van Tucumán. Ze haalde een paar maanden voor de staatsgreep van 1976 haar diploma. Na de staatsgreep sloeg ze op de vlucht naar Nederland, waar ze politiek actief was op het gebied van sociale huisvesting en leefomstandigheden. Aan de Faculteit Bouwkunde aan de TU Delft haalde zij ondertussen een diploma in sociale huisvesting. Hierna ging ze aan de Tu Delft als leraar aan de slag in de Derde Wereld-sectie van de Faculteit voor Architectuur.
Begin jaren 80' verhuisde ze vervolgens naar Ecuador voor een technische opdracht van een Nederlands internationale samenwerkingsinitiatief. In het Ecuadoraanse Amazonebekken overzag zij een opdracht huizen te bouwen voor de families van werknemers bij olieplantages. In Ecuador zette zij zich actief in voor vrouwenrechten. In deze hoedanigheid geraakte zij in de daaropvolgende jaren werkzaam bij de Verenigde Naties. Hier gaf zij leiding aan een regionale afdeling die het ontwikkelingsfonds voor vrouwen van de Verenigde Naties (UNIFEM) beheert. Zij zette meer dan tien verschillende programma's op, waaronder het 'Safe Cities for Women, Safe Cities for All' programma.
In 2009 keerde zij terug naar Argentinië, waar zij onderzoek ging doen aan de Nationale Universiteit van Cordoba. Ze is tevens nog steeds actief voor de VN als coördinator voor het United Nations Human Settlements Programme (UN-Habitat).
- International Standard Name Identifier: 0000 0000 3430 0053
- Library of Congress Control Number: n97119459
- Virtual International Authority File: 70684345
- WorldCat: E39PBJdcCgRDkr9WpDvXBjJbh3